# Futuro

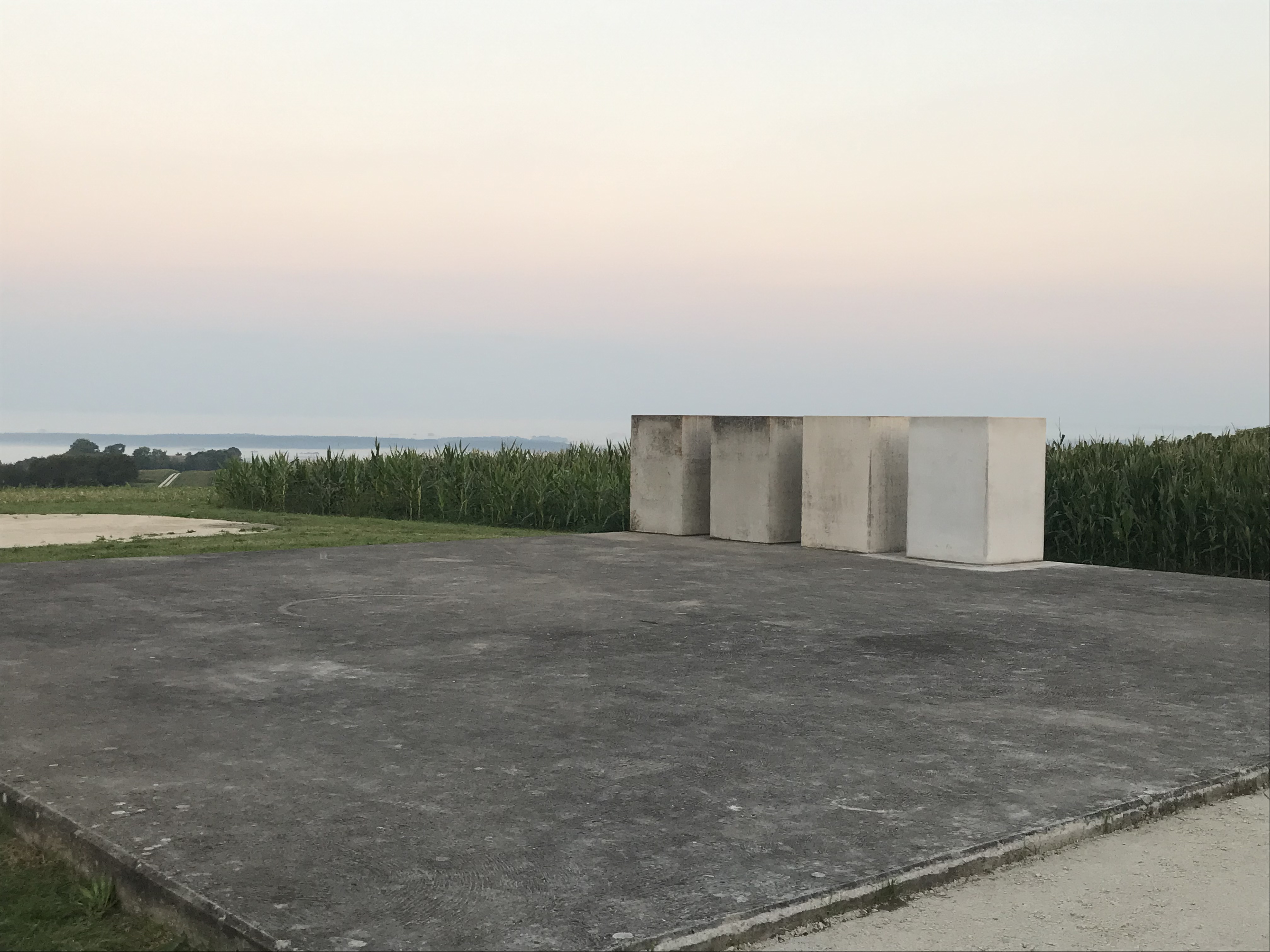
A Zeitpyramide é uma pirâmide de concreto inacabada. Como um bloco é colocado apenas a cada 10 anos, espera-se que seja concluída no 3183.

O futuro é o tempo que sucede o passado e o presente. Sua chegada é considerada inevitável devido à existência do tempo e das leis da física. Devido à natureza aparente da realidade e à inevitabilidade do futuro, tudo o que atualmente existe e existirá pode ser classificado como permanente — ou seja, algo que existirá para sempre — ou temporário, ou seja, que terá um fim. Na visão ocidental, que adota uma concepção linear do tempo, o futuro é a porção da linha temporal projetada que se espera ocorrer. Na relatividade especial, o futuro é considerado como o futuro absoluto, ou o cone de luz futuro.
Na filosofia do tempo, o presentismo é a crença de que apenas o presente existe, sendo o futuro e o passado irreais. Religiões abordam o futuro ao tratar de temas como carma, vida após a morte e escatologias, que estudam o fim dos tempos e o fim do mundo. Figuras religiosas, como profetas e adivinhos, afirmam ter a capacidade de enxergar o futuro. Estudos do futuro, ou futurologia, é a ciência, arte e prática de postular futuros possíveis. Praticantes modernos enfatizam a importância de considerar futuros alternativos e plurais, em vez de um futuro único e monolítico, e reconhecem as limitações da previsão e probabilidade, priorizando a criação de futuros possíveis e desejáveis. O predeterminismo é a crença de que o passado, presente e futuro já estão decididos.
O conceito de futuro também foi amplamente explorado na produção cultural, incluindo movimentos artísticos e gêneros dedicados inteiramente à sua representação, como o movimento futurismo, do século XX.

## Na física
Na física, o tempo é considerado a quarta dimensão. Físicos argumentam que o espaçotempo pode ser compreendido como uma espécie de tecido elástico que se curva devido a forças como a gravidade. Na física clássica, o futuro é apenas uma metade da linha do tempo, sendo o mesmo para todos os observadores. Já na relatividade especial, o fluxo do tempo é relativo ao referencial do observador. Quanto mais rápido um observador se afasta de um objeto de referência, mais lentamente esse objeto parece se mover no tempo. Assim, o futuro deixa de ser uma noção objetiva. Uma ideia mais moderna é a de futuro absoluto, ou cone de luz futuro. Enquanto uma pessoa pode se mover para frente ou para trás nas três dimensões espaciais, muitos físicos afirmam que só é possível se mover para frente no tempo.
Um dos resultados da Teoria da Relatividade Especial é que uma pessoa pode viajar para o futuro (mas nunca voltar) ao se deslocar em velocidades muito altas. Embora esse efeito seja insignificante em condições comuns, viagens espaciais a velocidades extremamente altas podem alterar significativamente o fluxo do tempo. Como retratado em muitas histórias e filmes de ficção científica (como Déjà Vu), uma pessoa viajando por um curto período a uma velocidade próxima à da luz poderia retornar a uma Terra que já avançou muitos anos no futuro.
Alguns físicos afirmam que, usando um buraco de minhoca para conectar duas regiões do espaçotempo, uma pessoa poderia teoricamente viajar no tempo. O físico Michio Kaku observa que, para alimentar essa hipotética máquina do tempo e "perfurar o tecido do espaço-tempo", seria necessária a energia de uma estrela. Outra teoria sugere que seria possível viajar no tempo usando as chamadas cordas cósmicas.

## Na filosofia
Na filosofia do tempo, o presentismo é a crença de que apenas o presente existe, e que o futuro e o passado não são reais. As "entidades" passadas e futuras são vistas como construções lógicas ou ficções. O oposto do presentismo é o eternalismo, que sustenta que coisas do passado e coisas que ainda virão existem eternamente. Outra visão (não muito comum entre filósofos) é chamada de teoria do bloco em crescimento, segundo a qual o passado e o presente existem, mas o futuro ainda não existe.
O presentismo é compatível com a relatividade galileana, em que o tempo é independente do espaço, mas provavelmente é incompatível com a relatividade de Lorentz/Einstein, especialmente quando combinada com outras teses filosóficas amplamente aceitas. Santo Agostinho propôs que o presente é como a lâmina de uma faca entre o passado e o futuro, e que não poderia conter qualquer período de tempo estendido.
Em contraste com Santo Agostinho, alguns filósofos propõem que a experiência consciente é estendida no tempo. Por exemplo, William James afirmou que o tempo é "...a curta duração da qual somos imediata e incessantemente conscientes". Agostinho também sugeriu que Deus está fora do tempo, estando presente em todos os tempos, na eternidade. Outros filósofos antigos que defendiam o presentismo incluem os budistas (na tradição do budismo indiano). Um dos principais estudiosos modernos da filosofia budista, Stcherbatsky, escreveu extensivamente sobre o presentismo budista:
Tudo o que é passado é irreal, tudo o que é futuro é irreal, tudo o que é imaginado, ausente, mental... é irreal... Apenas o momento presente de eficiência física (isto é, de causalidade) é realmente real.

## Na psicologia
O comportamento humano é conhecido por incluir a antecipação do futuro. O comportamento antecipatório pode ser resultado de uma perspectiva psicológica voltada para o futuro, como, por exemplo, otimismo, pessimismo e esperança.
O otimismo é uma visão de mundo na qual se acredita que o mundo é um lugar positivo. Diz-se popularmente que o otimista é aquele que vê o copo "meio cheio", em vez de "meio vazio". É o oposto filosófico do pessimismo. Otimistas geralmente acreditam que as pessoas e os eventos são intrinsecamente bons, de modo que a maioria das situações acaba se resolvendo da melhor forma.
A esperança é a crença em um resultado positivo relacionado a eventos e circunstâncias da vida. A esperança implica certo grau de desespero, desejo, sofrimento ou perseverança—isto é, acreditar que um resultado melhor ou positivo é possível, mesmo quando há alguma evidência em contrário. A "esperança" é um pouco diferente do otimismo, pois a esperança é um estado emocional, enquanto que algumas teorias apontam o otimismo como uma conclusão alcançada através de um padrão deliberado de pensamento que leva a atitudes pessoais positivas e, por extensão, está ligado a comportamentos mais filantrópicos.
O pessimismo, como dito anteriormente, é o oposto do otimismo. É a tendência de ver, antecipar ou enfatizar apenas os resultados, eventos ou problemas negativos ou indesejáveis. A palavra tem origem no latim pessimus (o pior) e malus (ruim), e possui ligação com crenças de caráter misantropo.

## Na religião
As religiões consideram o futuro ao tratarem de temas como carma, vida após a morte e escatologias, que abordam como será o fim dos tempos e o fim do mundo. Na religião, acredita-se que profetas importantes tenham o poder de mudar o futuro. Figuras religiosas comuns, como profetas menores e adivinhos, também afirmam ter a capacidade de ver o que está por vir.
O termo "vida após a morte" refere-se à continuação da existência da alma, espírito ou mente de um ser humano (ou animal) após a morte física, geralmente em um mundo espiritual ou de forma fantasmagórica. Costuma-se acreditar que os falecidos vão para uma região específica ou plano de existência nesse outro mundo, muitas vezes dependendo da retidão de suas ações durante a vida.
Alguns acreditam que a vida após a morte inclui uma forma de preparação da alma para reencarnar em outro corpo. As principais visões sobre a vida após a morte derivam da religião, esoterismo e metafísica. Há também aqueles que são céticos quanto à existência da vida após a morte ou que acreditam que ela seja absolutamente impossível, como os materialistas-reducionistas, que consideram o tema sobrenatural, e portanto, inexistente ou incognoscível. Nos modelos metafísicos, os teístas, em geral, acreditam que algum tipo de vida após a morte aguarda as pessoas após a morte. Já os ateus, geralmente, não acreditam na existência de vida após a morte. Membros de algumas religiões geralmente não teístas, como o budismo, tendem a crer em uma vida após a morte, como a reencarnação, mas sem referência a um Deus.
Os agnósticos, em geral, sustentam que, assim como a existência de Deus, a existência de fenômenos sobrenaturais, como almas ou vida após a morte, é inverificável e, portanto, incognoscível. Muitas religiões — sejam elas defensoras da existência da alma em outro mundo, como o cristianismo, o islamismo e diversas crenças pagãs, ou da reencarnação, como muitos ramos do hinduísmo e do budismo — acreditam que o destino da alma na vida após a morte é uma recompensa ou punição por sua conduta em vida. Uma exceção são as variantes calvinistas do protestantismo, que creem que o destino eterno é um dom de Deus, não podendo ser conquistado por méritos humanos.
A escatologia é uma área da teologia e da filosofia que se ocupa dos eventos finais da história da humanidade ou do destino último da humanidade, frequentemente referidos como o fim do mundo. Enquanto na mística essa expressão pode ter um significado metafórico — o fim da realidade comum e a reunião com o Divino —, em muitas religiões tradicionais ela é ensinada como um evento real que ocorrerá no futuro, profetizado em textos sagrados ou no folclore. De forma mais ampla, a escatologia pode abranger conceitos relacionados como o Messias ou Era Messiânica, o tempo do fim e os últimos dias.

## Cultura linear e cíclica
A visão linear do tempo (comum no pensamento ocidental) estabelece uma distinção mais clara entre passado e futuro do que a visão cíclica do tempo, mais comum em culturas como a da Índia, onde passado e futuro podem se fundir com mais facilidade.

## Na arte e cultura

### Futurismo
O futurismo como movimento artístico originou-se na Itália no início do século XX. Desenvolveu-se amplamente na Itália e na Rússia, embora também tenha tido adeptos em outros países — por exemplo, na Inglaterra e em Portugal. Os futuristas exploraram todos os meios de arte, incluindo pintura, escultura, poesia, teatro, música, arquitetura e até gastronomia. Os futuristas tinham uma aversão apaixonada pelas ideias do passado, especialmente tradições políticas e artísticas. Eles também defendiam o amor pela velocidade, tecnologia e violência. Os futuristas apelidaram o amor pelo passado de passéisme. O carro, o avião e a cidade industrial eram todos lendários para os futuristas porque representavam o triunfo tecnológico das pessoas sobre a natureza. O Manifesto Futurista de 1909 declarava: "Glorificaremos a guerra — a única higiene do mundo — o militarismo, o patriotismo, o gesto destruidor dos libertadores, belas ideias pelas quais vale a pena morrer e o desprezo pela mulher." Embora devesse muito de seu caráter e algumas de suas ideias a movimentos políticos radicais, teve pouco envolvimento com a política até o outono de 1913.
O futurismo na música clássica surgiu durante esse mesmo período. Estavam intimamente ligados ao movimento futurista italiano central os irmãos compositores Luigi Russolo (1885–1947) e Antonio Russolo (1877–1942), que usavam instrumentos conhecidos como intonarumori — essencialmente caixas de som usadas para criar música a partir do ruído. O manifesto futurista de Luigi Russolo, A Arte dos Ruídos, é considerado um dos textos mais importantes e influentes da estética musical do século XX. Outros exemplos de música futurista incluem Pacific 231 (1923), de Arthur Honegger, que imita o som de uma locomotiva a vapor; The Steel Step (1926), de Prokofiev; Iron Foundry (1927), de Alexander Mosolov; e os experimentos de Edgard Varèse.
O futurismo literário fez sua estreia com o Manifesto Futurista de F.T. Marinetti (1909). A poesia futurista usava combinações inesperadas de imagens e hiperconcisão (não sendo confundida com o comprimento real do poema). As obras teatrais futuristas apresentam cenas com poucas frases, usam humor sem sentido e tentam desacreditar as tradições dramáticas enraizadas com paródia. Formas literárias mais longas, como romances, não tinham lugar na estética futurista, que tinha uma obsessão por velocidade e compressão.
O futurismo se expandiu para abranger outros domínios artísticos e, por fim, incluiu pintura, escultura, cerâmica, design gráfico, design industrial, design de interiores, cenografia, têxteis, teatro, literatura, música e arquitetura. Na arquitetura, apresentou uma inclinação distinta para o racionalismo e o modernismo por meio do uso de materiais de construção avançados. Os ideais do futurismo permanecem como componentes significativos da cultura ocidental moderna; a ênfase na juventude, velocidade, poder e tecnologia encontra expressão em grande parte do cinema comercial moderno e da cultura comercial. O futurismo produziu várias reações, incluindo o gênero literário dos anos 1980 conhecido como cyberpunk — que frequentemente tratava a tecnologia com um olhar crítico.

### Ficção científica

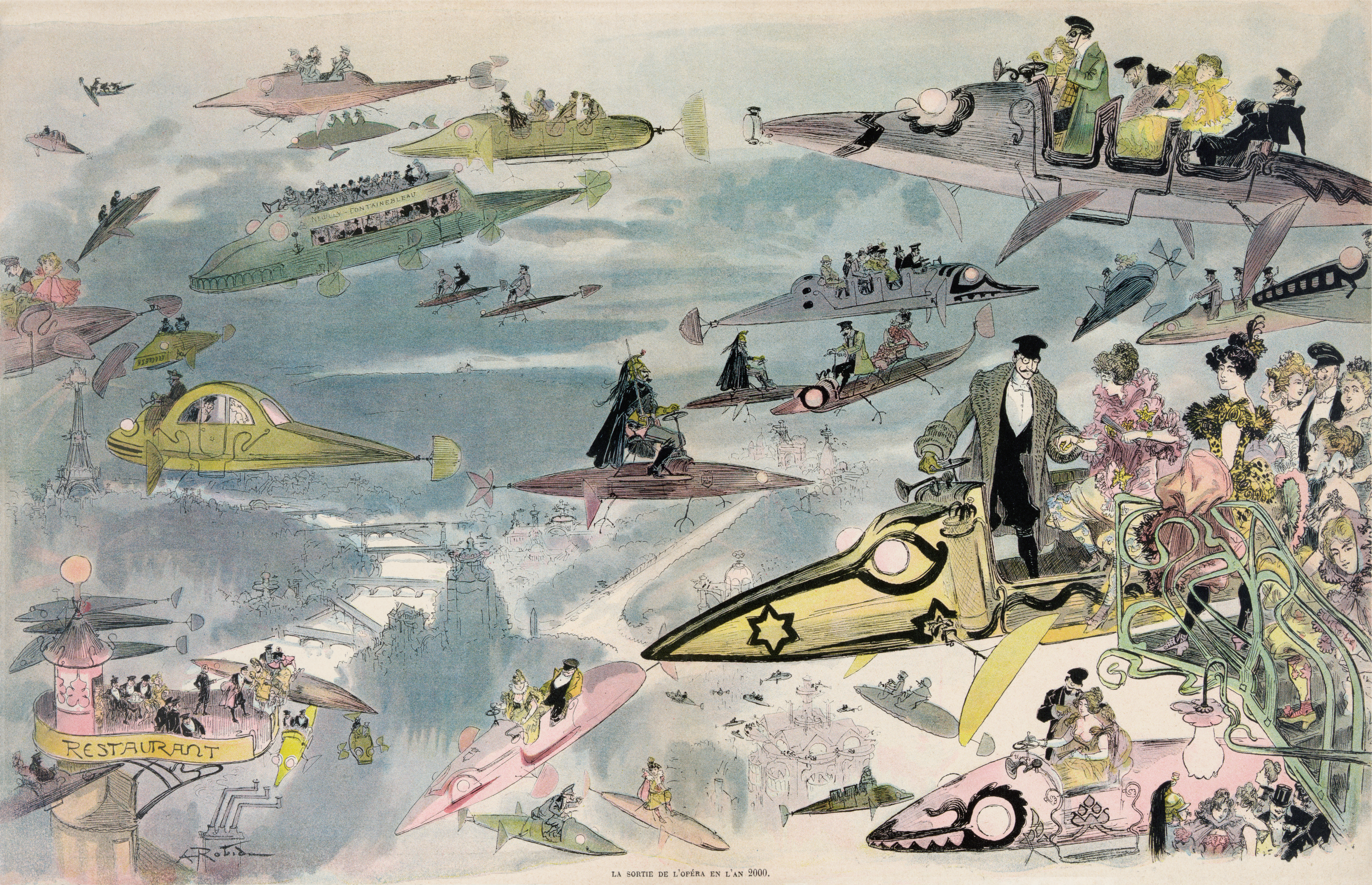
Gravura (c. 1902) de Albert Robida mostrando uma visão futurista de uma viagem aérea sobre Paris no ano 2000, enquanto as pessoas saíam da ópera.

De forma mais geral, pode-se considerar a ficção científica como um amplo gênero de ficção que frequentemente envolve especulações baseadas na ciência ou tecnologia atual ou futura. A ficção científica está presente em livros, arte, televisão, filmes, jogos, teatro e outros meios de comunicação. A ficção científica difere da fantasia porque, dentro do contexto da história, seus elementos imaginários são em grande parte possíveis dentro das leis da natureza cientificamente estabelecidas ou postuladas (embora alguns elementos na história ainda possam ser meramente especulações imaginativas). Os cenários podem incluir o futuro ou linhas do tempo alternativas, e as histórias podem retratar princípios científicos novos ou especulativos (como viagem no tempo ou poderes psíquicos), ou novas tecnologias (como nanotecnologia, viagens mais rápidas que a luz ou robôs). Explorar as consequências dessas diferenças é o objetivo tradicional da ficção científica, fazendo dela uma "literatura de ideias".
Alguns autores de ficção científica constroem uma história postulada do futuro chamada de "história futura", que fornece um pano de fundo comum para suas obras. Às vezes, os autores publicam uma linha do tempo dos eventos dessa história, enquanto outras vezes o leitor pode reconstruir a ordem das histórias com base nas informações presentes nos livros. Algumas obras publicadas constituem uma "história futura" em um sentido mais literal — ou seja, histórias ou livros inteiros escritos no estilo de um livro de história, mas descrevendo eventos no futuro. Exemplos incluem The Shape of Things to Come (1933), de H. G. Wells — escrito na forma de um livro de história publicado no ano 2106 e no estilo de um livro de história real, com inúmeras notas de rodapé e referências a obras de historiadores proeminentes (na maioria fictícios) dos séculos XX e XXI.